# فلانیتکس
فلانیتکس (به اسپانیایی: Felanitx) یک شهرستان در اسپانیا است که در جزایر بالئاری واقع شده‌است.

## خصوصیات
فلانیتکس ۱۶۹٫۷۹ کیلومترمربع مساحت و ۱۸٬۲۷۰ نفر جمعیت دارد و ۹۵ متر بالاتر از سطح دریا واقع شده‌است.